# .bl
.bl es un dominio de nivel superior geográfico (ccTLD) creado para San Bartolomé tras la decisión del 21 de septiembre de 2007 de asignar BL como el código ISO 3166-1 alfa-2 para San Bartolomé. Esta decisión se tomó tras el nuevo estatus de San Bartolomé como Colectividad de ultramar el 15 de julio de 2007. Actualmente San Bartolomé utiliza los dominios de Guadalupe (.gp) y Francia (.fr).